# Liste de titres byzantins
L'Empire byzantin eut un système complexe de bureaucratie et d'aristocratie. La plupart des postes et des titres étaient purement honorifiques, l’empereur étant le seul dirigeant. Pendant les plus de mille ans d'existence de l’empire, différents titres furent créés, supprimés et beaucoup perdirent ou gagnèrent en prestige. Au début, les titres étaient les mêmes que ceux de l’Empire romain tardif, l’Empire byzantin n'étant alors pas distingué de Rome. Au temps d'Héraclius au VIIe siècle, de nombreux titres étaient devenus obsolètes ; au temps d’Alexis Ier, beaucoup de postes furent nouvellement créés ou complètement remaniés, mais ne changèrent guère jusqu’à la fin de l’empire.

## Titres impériaux
- Basileus (Βασιλεύς) : les Byzantins réservaient le terme « basileus » exclusivement à l’empereur de Constantinople et sa famille, les rois et dirigeants d’Occident étant appelés « rigas » qui est une forme hellénisée du mot latin « rex ». La forme féminine est « basilissa » pour se référer à l’impératrice, qui était aussi appelée « eusebestati Augousta » (« la plus pieuse des Augusta »), « kyria » (« Dame ») ou encore « despoina » (la forme féminine de despostes). La primogéniture ne fut jamais légalement établie pour régler la succession des empereurs byzantins, car, en principe, l’empereur romain était choisi par le sénat, le peuple et l'armée. Ce principe était fortement ancré dans la tradition romaine « républicaine », où la royauté héréditaire était exclue et où la convergence de plusieurs postes décisionnels de la République s'incarnaient dans l’empereur. Beaucoup d'empereurs, soucieux de sauvegarder le droit au trône de leurs premiers-nés, les firent couronner coempereurs quand ils étaient encore enfants, s'assurant ainsi qu'au moment de leur mort le trône ne serait pas momentanément vacant. Dans ce cas, le besoin d'une sélection impériale n’était pas nécessaire. Dans d'autres cas, le nouvel empereur montait sur le trône après avoir épousé la veuve du précédent ou encore après avoir forcé le précédent à abdiquer et à devenir moine. Certains empereurs furent aussi déposés car perçus comme inadéquats, par exemple à la suite d'une défaite militaire.
- Synbasileus : « coempereur », titre utilisé par des personnes associées au pouvoir impérial, qui peuvent être le fils de l'empereur, son beau-père ou son régent.
- Autokrator (αυτοκράτωρ) : ce titre a originellement le même sens qu’Imperator dont il est la traduction grecque. Il fut utilisé par Héraclius qui utilisa aussi le terme « kyrios » (κύριος) qui signifie « seigneur ». Lorsqu'il y a plusieurs synbasilei, le titre d’autokrator est utilisé par celui qui détient la réalité du pouvoir.
- Sébaste (Sebastos, Σεϐαστός, « Majesté ») : le titre est une traduction littérale de « Augustus » ou « Augustos » et fut utilisé par de nombreux empereurs. Il devint moins important après la création de la dignité de protosébaste. La forme féminine est « sebasta ». Sous Alexis Ier, il devint une dignité réservée à la famille impériale.

## Dignités
Les dignités ou « titres par insigne » (axia dia brabeiou) sont des titres accordés par l'empereur à des représentants de l'aristocratie. Ils entraînent le paiement d'une roga ou salaire annuel, versée en or et en vêtements de soie. Ces dignités forment une hiérarchie complexe, modifiée à la suite de l'introduction de nouvelles dignités et l'affaiblissement d'autres. La frontière entre dignité et fonctions est parfois difficile à percevoir, puisque la majorité des dignités sont d'anciennes fonctions devenues obsolètes, mais dont les titulaires, ou une partie d'entre eux, conservent un rôle cérémoniel. Par exemple, il existe des vestarques qui exercent des responsabilités au sein du vestiarion ou garde-robe impériale en même temps que d'autres exercent des fonctions dans les provinces et n'exercent aucun rôle à la cour, se contentant de porter la dignité de vestarque sans en exercer les primitives responsabilités. L'une des principales différences avec les fonctions est dans le caractère viager (mais non héréditaire) de la dignité alors que la fonction est conférée pour une durée limitée (donc révocable).

### Dignités réservées à la famille impériale
Ces titres étaient destinés à la famille impériale. Cependant, ils pouvaient aussi échoir à des étrangers, surtout lorsque ceux-ci étaient liés à la famille impériale par mariage. En fait, le premier despote fut un étranger, Béla III de Hongrie ; cela signifiait que la Hongrie était considérée comme un État tributaire de l'empire. Le premier étranger à être appelé sébastocrator fut Stefan Nemanja de Serbie à qui le titre fut donné en 1191. Kaloyan de Bulgarie utilisa aussi ce titre.
Justinien II nomma Tervel, khan des Bulgares, césar en 705 ; le titre se développa ensuite en slave en « czar » ou « tsar ». Andronic II Paléologue nomma aussi Roger de Flor, chef de la Compagnie catalane, son neveu par alliance, kaisar en 1304. Le titre de protosébaste fut donné à Enrico Dandolo, doge de Venise, avant son implication dans la quatrième croisade.
- Basiléopatôr (βασιλεοπάτωρ) : ce titre honorifique est donné au « père » de l'empereur, bien que le basileopator ne soit pas nécessairement le géniteur. Le premier basileopator fut Stylianos Tzaoutzès, un noble sous Léon VI le Sage. Romain Ier Lécapène fut aussi appelé de la sorte quand il prit la régence de Constantin VII.
- Porphyrogénète (porphyrogenitos, Πορφυρογέννητος) : « né dans la pourpre », titre désignant le fils ou la fille né d'un empereur régnant, et le plus souvent dans la Porphyra, la chambre impériale recouverte de marbre pourpre
- Despote (Δεσπότης) : le titre de despote fut créé par Manuel Ier Comnène au XIIe siècle comme le plus haut titre après celui d'empereur. Un despote pouvait être le chef d'un despotat ; par exemple le despotat de Morée autour de Mistra fut tenu par les héritiers au trône byzantin après 1261. La forme féminine, « despoina », peut s'appliquer à une dirigeante d'un despotat ou à la femme d'un despote.
- Sébastokrator (σεϐαστοκράτωρ) : « auguste empereur ».
- César (dont la forme grecque est Καῖσαρ, Kaisar). Quand Alexis Ier créa le titre de sébastokrator, celui de césar devint le troisième en importance et le quatrième quand Manuel Ier créa celui de despote. Le forme féminine est « kaisarissa ».
- Protosébaste (Πρωτοσέϐαστος) : « premier auguste ».
- Panhypersébaste (Πανυπερσέϐαστος) : « au-dessus de tous les augustes ».
- Sébastohypertatos : « auguste consul ».
- Pansébaste : « tous les augustes ».
- Sébaste : les titres dérivés du terme sébaste ont été introduits par Alexis Ier qui a cherché à créer une classe de dignités réservée à la famille impériale, par lignée ou par mariage, pour la distinguer du reste de l'aristocratie.
- Nobellissime (νωβελίσσιμος) : le titre fut utilisé comme un titre de la famille impériale avant l'introduction des titres de sébaste (cf. supra) par Alexis Comnène.

### Dignités de l'aristocratie
- Prōtonōbelissimohypertatos : « premier consul nobellissime », dignité apparue au XIIe siècle.
- prōtonōbelissimos : « premier nobélissime ».
- Nobellissime : à l'origine un qualificatif de l'empereur, étendu par la suite à sa famille, puis devenu une dignité aristocratique.
- Protocuropalate : « premier maître de la maison ».
- Curopalate : « maître de la maison », à l'origine une charge de gouvernement du palais, devenue ensuite une dignité.
- Protoproèdre : « premier président ».
- Proèdre : « président », charge de président du Sénat, créée pour Basile le Parakoimomène, divisée par la suite.
- Magistros : à l'origine dignité du magister officiorum tardoantique, devenue par la suite une simple dignité.
- Protovestarque : « premier des vestarques ».
- Vestarque : à l'origine le chef du vestiarion ou garde-robe de l'empereur, devenu par la suite une dignité.
- Protovestès : « premier des vestès ».
- Vestès : à l'origine une charge du vestiarion ou garde-robe de l'empereur, devenue par la suite une dignité.
- Illoustrios.
- Anthypatos : « proconsul ».
- Patrice : titre d'origine romaine (patricien), transformé sous Constantin Ier.
- Dishypatos : « deux fois consul ».
- Hypatos : consul. La dignité n'a plus rien à voir avec la charge de consul de l'Antiquité.
- Protospathaire : « premier porte-épée », elle permet l'entrée au Sénat de Constantinople.
- Spathaire : « porte-épée », à l'origine un garde du palais. Dignité disparue au début du XIe siècle.
- Spatharocandidat.
- Stratōr (Στράτωρ) : écuyer.
- Candidat (Κανδιδάτος) : du latin candidatus, ainsi appelés car ils portaient des tuniques blanches (candida en latin). C'est à l'origine un garde palatin. Cette dignité disparait au XIe siècle.
- Mandatōr (Μανδάτωρ) : à l'origine un messager.
- Vestitōr (Βεστήτωρ) : à l'origine une fonction du vestiarion privé.
- Silentiaire (Σιλεντιάριος) : à l'origine un garde chargé de faire respecter le silence lors de la proclamation des décisions impériales.
- Stratélate (Στρατηλάτης).
- Apo eparchōn (Ἀποεπάρχων) : « ancien préfet », dignité sénatoriale et non impériale, qui disparait au IXe siècle.
- Apo hypatos : « ancien consul », dignité sénatoriale et non impériale, qui disparait au IXe siècle.

On remarque la grande utilisation du terme prôto (« premier »), qui distingue un degré supplémentaire d'une autre dignité, elle-même souvent un ancien office devenu dignité.

## Fonctions
Les fonctions (ou charges) ou « titres par parole » (axiai dia logou) correspondent à des emplois effectifs dans l'administration et la défense de l'empire. Elles sont révocables ; le titulaire peut donc en être privé à tout moment par décision impériale. C'est ce caractère qui différencie le plus les fonctions des dignités (qui sont viagères). Comme pour les dignités, l'empire crée régulièrement de nouvelles fonctions par l'ajout de chefs au-dessus des titulaires d'une même fonction. On trouve ainsi des monostratèges au-dessus de certains stratèges, des grands drongaires au-dessus des drongaires, un protoasékrétis au-dessus des secrétaires... Une partie des fonctions a donc tendance à se déclasser au fil des siècles. Par ailleurs, les attributions des fonctionnaires ont également tendance à évoluer : le logothète du drome est ainsi une sorte de ministre des postes sous les Macédoniens puis devient un véritable premier ministre.

### Fonctions palatines
Un certain nombre de postes permettaient à leur détenteurs de côtoyer l’empereur, même si ces titres n’étaient pas forcément aristocratiques. À l'époque protobyzantine, le Palais était géré par un præpositus sacri cubiculi ou « préposite », assisté de cubiculaires. Le préposite fut éclipsé par le parakoimomène et disparut au XIe siècle et les fonctions des cubiculaires se spécialisèrent en plusieurs sections. Les curopalates étaient avant Justinien responsables dans l'administration palatine, mais cette fonction devient très rapidement une dignité.

#### Chambre impériale oukoiton
- Parakoimomène (παρακοιμώμενος, parakoimomenos) : littéralement « celui qui couche avec l’empereur », le garde du corps, puis grand chambellan. Il acquit ensuite de plus hautes fonctions comme celle de la direction des kitonites. Les parakoimomènes avaient une telle influence qu'ils gouvernèrent parfois l'État.
- Kitonite : chambellan.

#### Vestiarionprivé
Le vestiarion privé est le service de la garde-robe impériale, à ne pas confondre avec le vestiarion public, qui est un service financier. Les fonctions du vestiarion privé devinrent au XIe siècle des dignités, mais certains des titulaires conservèrent leur véritable fonction à la cour.
- Protovestiaire (πρωτοβεστιάριος, protovestiarios) : ce titre était habituellement donné à un personnage mineur de l'entourage de l'empereur. La charge associée était de prendre soin de la garde-robe de l'empereur, notamment pendant les campagnes militaires. Parfois le protovestiarios avait aussi la charge de l'intendance de la maison impériale et des finances personnelles de l'empereur. La protovestiaria et la vestiaria occupaient les mêmes fonctions auprès de l'impératrice.
- Vestiaire.
- Prôtovestès.
- Vestès.

#### Table impériale
- Atriklinès (ἀτρικλίνης) : officier initialement chargé de l'organisation des banquets. Il devait en fait régler l'ordre de préséance dans toutes les cérémonies de cour.
- Epi tēs trapezēs (ὁ ἐπὶ τῆς τραπέζης) : préposé à la table.
- Pinkernès (πιγκέρνης) : échanson, préposé aux boissons.

#### Conciergerie
- Grand pappias : concierge du Grand Palais, il a la charge de la sécurité du palais et dispose d'un personnel nombreux.
  - Diaitaros : responsable d'une partie du Grand Palais.
  - Diaitès.
- Pappias de la Magnaure : concierge du palais de la Magnaure, salle de réception
- Pappias du Daphnè : concierge du palais de Daphnè, résidence privée des empereurs.

#### Cérémonies
- Maître des cérémonies.
- Admêsionalios : introducteur, personnage chargé de conduire les hôtes officiels du palais.
- Silentiaire : Le silentiaire était chargé de maintenir le bon ordre dans les assemblées solennelles (silentia) tenues par le basileus et dans les processions impériales. Il était de rang sénatorial et avait pour insigne une verge d'or. Le silentiaire était aussi employé dans d'autres fonctions comme diplomate. Leur charge finit par devenir un titre honorifique.

#### Écuries
- Protostrator : chef des écuries, cette charge était confiée à un proche de l'empereur. Basile Ier fut protostrator avant d'accéder à l'empire. Par extension, ce terme peut désigner le chef des armées.
- Strator : écuyer.

#### Secrétariat privé
- Mystikos : secrétaire privé. Le mystikos pouvait avoir une grande influence sur le pouvoir impérial.
- Hypogrammateus : ce titre était donné au sous-secrétaire impérial.

#### Gestion des propriétés impériales
- Orphanotrophe : c’était à l'origine le chef du principal hospice de Constantinople. Au IXe siècle, les empereurs nomment souvent des proches à ce poste. Il devient donc un personnage très important de l'entourage impérial. Ce n'était pas toujours un ecclésiastique et à partir du Xe siècle, sa juridiction s'étend sur les différents hospices de fondation impériale.
- Économe des maisons pieuses : comptable et administrateur des « maisons pieuses », c'est-à-dire des différents établissements de charité fondés par la famille impériale.
  - Logariaste des maisons pieuses : dénomination du poste équivalent sous les Comnènes. Il prend de plus en plus l'allure d'un ministre des Finances avec l'augmentation des revenus des institutions pieuses.

### Administration provinciale
- Exarque : à l'époque protobyzantine, commandant d'un ensemble de provinces excentrées. Il existait un exarque d'Afrique et un exarque d'Italie.
- Archonte : à l'époque protobyzantine, gouverneur d'une province.
- Stratège : à l'origine général commandant un thème, il devient à partir du VIIIe siècle un gouverneur provincial. La fonction disparait à partir du XIe siècle.
- Monostratège : stratège ayant exceptionnellement le commandement de plusieurs thèmes.
- Juge (kritès) : à l'origine juge des tribunaux de Constantinople envoyé en mission dans les thèmes, puis gouverneur civil d'un thème après le XIe siècle.
- Praitor : autre titre du juge.
- Duc : gouverneur militaire d'une province, rassemblant plusieurs thèmes, après le XIe siècle.
- Catépan (Katepano) : titre équivalent et souvent interchangeable avec celui de duc. En Italie du sud, en revanche, il y a un catépan d'Italie qui dirige l'ensemble des possessions byzantines, et un duc d'Italie, qui ne s'occupe que du thème de Langobardie. À partir du XIVe siècle, alors que les thèmes avaient déjà disparu, ce titre était donné à un simple chef de canton subordonné au duc.
- Grand catépan (Katepano megas, parfois écrit en un seul mot) : au XIe siècle, catépan ayant exceptionnellement le commandement sur plusieurs autres catépans ou ducs. Devient une dignité avant le XIVe siècle.

### Fonctions militaires
Il existe à l'époque mésobyzantine deux types d'armées : les armées thématiques (themata), recrutées pour le seul temps d'une campagne parmi des contribuables soumis à astreinte militaire, et les tagmata, unités permanentes stationnées près de Constantinople. Au XIe siècle, les armées thématiques disparurent et furent remplacées par des tagmata.

#### Armées thématiques
- Stratège : gouverneur de la province ou thème, il est aussi le commandant de l'armée issue de la province. Le terme est remplacé par duc ou catépan après le XIe siècle.
  - Monostratège : commandant temporaire des armées de plusieurs thèmes.
  - Le stratège du thème de l'Opsikion portait le titre de comte jusqu'au XIe siècle avant de prendre le titre de duc.
  - Le stratège du thème des Optimates portait le titre de domestique.
  - Le stratège du thème des Cibyrrhéotes portait le tire de drongaire.
- Comte de la Tente : chef d'État-Major particulier du stratège.
- Ek prosôpou : commandant en second du thème.
- Topotèrètès : autre titre du commandant en second du thème.
- Tourmarque (τουρμάρχης): le commandant d’une tourme, une division d'infanterie subordonnée à un thème.
- Mérarque (Merarchès) : le commandant d’une mérés, une division de cavalerie subordonnée à un thème.
- Taxiarque : commandant d'une unité d'infanterie comprenant en théorie mille fantassins.
- Drongaire : commandant d'un drongos ou bataillon, subordonné à une tourme.
- Comte : commandant d'un bandon ou compagnie, subordonné à un drongos.

#### Tagmata
- Stratopédarque (stratopedarchès : général commandant une armée au combat.
- Domestique (domestikos) : les domestikoi étaient les commandants des tagmata les plus importants. À partir du XIe siècle, le commandant des tagmata est confié à des ducs et des catépans. Le titre était décliné en plusieurs postes :
  - Domestique des Scholes (domestikos ton Scholon) : le commandant des Scholes ou Scholae, un tagma d'élite chargé de la garde impériale. Le domestique des Scholes assume de fait la direction de l'armée dès le IXe siècle. À partir du Xe siècle, la fonction est divisée entre un domestique des Scholes d'Occident et un domestique des Scholes d'Orient. À la fin du XIe siècle, le tagma des Scholes disparait et le domestique des Scholes est retitré grand domestique.
  - Le commandant du tagma de la Veille, chargé de la police urbaine de Constantinople, portait le titre de drongaire.
  - Le commandant du tagma de l'Hétairie, chargé de la sécurité du Palais, porte le titre de grand hétériarque.
  - Le commandant du tagma de la garde varègue porte le titre d’acolouthos ou « acolyte ». Il est à l'origine subordonné au grand hétériarque.
  - Le commandant du tagma franc (c'est-à-dire d'origine occidentale) porte le titre de kontostaulos ou « connétable ».
- Comte (komès) : commandant d'un tagma de petite taille, mais aussi un officier supérieur dépendant du domestique d'un grand tagma.
- Tourmarque (τουρμάρχης) : le commandant d’une tourme, une division d'infanterie subordonnée à un tagma.
- Mérarque (Merarchès) : le commandant d’une mérés, une division de cavalerie subordonnée à un tagma.
- Protokentarchos et kentarchos : des commandants de plus petites divisions ; le nom est dérivé de « centurion ».

#### Marine
- Drongaire du Ploïmon : chef du Ploïmon, la flotte centrale de l'empire. Au Xe siècle, on considère ce poste comme le second poste militaire en importance. Il était certainement parmi les rares à connaître le secret de la composition du feu grégeois.
  - Grand drongaire : évolution du titre du drongaire du Ploïmon, puis subordonné du megas dux qui était chargé des officiers.
  - Mégaduc (megas doux) : évolution du titre du grand drongaire. À la fin de la dynastie Paléologue, le megas doux était à la tête du gouvernement et de la bureaucratie, et plus seulement de la marine.
- Comte du Ploïmon : officier de l'État-Major du Ploïmon.
  - Drungarokomès : « comte-drongaire », évolution du titre du comte du Ploïmon.
- Navarque : officier général de la flotte.
- Prôtocarabos : commandant d'un des navires de la flotte personnelle de l'empereur.
- Drongaire (drungarios, δρουγγάριος) : commandant d'un navire de la flotte impériale.
  - Duc (doux) : évolution du titre des drongaires.

### Fonctions administratives
L'administration byzantine compte de nombreux bureaux ou sekreta. Il n'y a pas de responsable officiel coiffant l'ensemble de l'administration, mais il peut exister, surtout à partir du XIe siècle, un poste officieux d' « intermédiaire » (mésazôn) qui seconde l'empereur dans ces domaines. L'administration centrale, principalement celle des finances, est coiffée à partir d'Alexis Comnène par un logothète des bureaux, qui prend ensuite le titre de grand logothète.

#### Administration de Constantinople
- Éparque : « préfet ». Il a la charge de l'administration de la Ville. De lui dépendent la justice et la police. Il exerce aussi la supervision des corps de métiers.
- Symponos : adjoint de l'éparque.
- Domestique des prisons : responsable du système carcéral de Constantinople.
- Logothète du prétoire : assistant de l'éparque dans ses fonctions judiciaires.
- Boullôtès : fonctionnaire chargé d'apposer la bulle de l'éparque sur les produits contrôlés à destination du marché.
- Parathalassitès : fonctionnaire chargé du contrôle maritime de Constantinople. Il dépend de l'éparque et du génikon. Au XIe siècle, il est indépendant administrativement.

#### Finances
- Comte des biens privés et comte des largesses sacrées : responsables des finances à la fin de l'Antiquité et à l'époque protobyzantine. Ils disparaissent au VIIe siècle.
- Commerciaire : fonctionnaire chargé de lever le kommerkion ou impôt sur les importations et exportations.
- Sacellaire : à l'origine responsable du sakellion, la caisse privée de l'empereur. Il est ensuite devenu le contrôleur de tous les services financiers. Au XIe siècle, il devient le chef d'un bureau de contrôle du commerce maritime.
  - Logariaste des sekreta : superviseur des services financiers, remplaçant le sacellaire au XIe siècle lorsque ce dernier voit ses compétences se tourner vers le commerce.

##### Eidikon
Sekreton chargé de payer les rogai ou traitement des dignitaires.
- Epi tou eidikou : chef de l’eidikon.
- Archonte des ergodosia : chef d'atelier de production d'objet précieux servant au paiement des rogai.

##### Génikon
Sekreton chargé de la levée des impôts. Il disparait au XIIe siècle.
- Logothète du génikon : responsable du génikon.
- Comte des Eaux : responsable de la levée des droits sur l'eau et les canalisations.
- Comte de Lamia : responsable de la collecte et de la distribution du blé annonaire conservé au grenier de Lamia près du port Julien à Constantinople.
- Diocète (διοικητής) : trésorier, percepteur, administrateur.
- Anagrapheus : fonctionnaire chargé de l'établissement du cadastre.
- Épopte : fonctionnaire chargé de la révision du cadastre.

##### Sacelle
Trésor de l'État, aux fonctions diverses. Il disparait au XIIe siècle.
- Préposé à la sacelle : responsable de la sacelle.
- Protonotaire : responsable financier d'un thème.
- Zygostatès : contrôleur des poids et mesures.
- Xénodochos : « hôtelier » responsable d'un xénodocheion, établissement d'accueil des voyageurs.
- Gèrokomos : responsable d'un hospice, établissement recueillant des vieillards indigents.

##### Stratiôtikon
Sekreton chargé des finances de l'armée.
- Logothète du stratiôtikon (logothétès tou stratiotikou) : responsable du stratiôtikon.
- Chartulaire : fonctionnaire d'un thème chargé de tenir à jour les registres militaires du thème.

##### Vestiarionpublic
Sekreton chargé d'entretenir l'arsenal de la flotte, mais aussi de contrôler les réserves de métaux précieux. Il devient au XIIe siècle la principale caisse fiscale, sous la direction immédiate du grand logariaste des bureaux.
- Chartulaire du vestiarion public : chef du vestiarion.
- Exartistès : chef de l'arsenal.
- Archonte tès charagès : chef de l'atelier de la frappe de monnaie.

#### Chancellerie
- Protasekretis : « premier secrétaire », chef de la chancellerie.
- Asekretis : « secrétaire ».
- Préposé à l'encrier (épi tou kanikleiou) : fonctionnaire chargé d'apposer la signature impériale au cinabre (encre rouge) sur les actes de la chancellerie. Il a également des pouvoirs de contrôle sur cette dernière.
- Grammatikos : « lettré », notaire. C'est le premier échelon de la plupart des carrières administratives.

#### Justice
Dans l'empire, la justice est réservée à l'empereur, mais elle est exercée par délégation par nombre de fonctionnaires, qu'il s'agisse des stratèges des thèmes ou des chefs des bureaux de l'administration centrale.
- Epi ton deeseon : « maître des requêtes », il étudie en premier les demandes de justice adressées à l'empereur. Il a donc une juridiction importante.
- Questeur : titre romain devenu à l'époque mésobyzantine un juge spécialisé dans les affaires d’héritage, de succession ou de falsification des documents.
- Juge de l'Hippodrome : juge qui siège à l'Hippodrome couvert du Grand Palais. Apparus au Xe siècle, les juges de l'Hippodrome peuvent être envoyés en mission dans les thèmes.
- Juge du Vélum : juge de la première catégorie parmi les juges de l'Hippodrome.
- Drongaire de la Veille : à l'origine commandant d'un tagma de Constantinople. Il devient au XIe siècle le président du plus important tribunal de l'empire.
- Epi ton kriseon : fonctionnaire apparu au XIe siècle, il reçoit les appels des décisions des juges provinciaux.
- Mystikos : secrétaire privé de l'empereur, il peut participer à certaines décisions de justice.

#### Drome
Le Drome est l'institution qui s'occupe du réseau routier, de la correspondance avec les pays étrangers et de l'espionnage.
- Logothète du Drome : chef du Drome, il est toujours un proche de l'empereur.
- Protonotaire du Drome : second du logothète du Drome.

#### Autres
- Préfet du prétoire (latin : Praefectus praetorio) : il était originellement un titre romain militaire qui fut réduit à un rôle civil. Le titre fut supprimé au VIIe siècle et avant d’avoir évolué vers celui de domestikos. Après la réforme des Dioclétien, les pouvoirs des préfets s’étendaient sur les domaines administratifs, financiers, judiciaires et même législatifs. Les gouverneurs de province étaient choisis ou révoqués par leur recommandation, recommandation qui devait être approuvée par l’empereur. Il avait un trésor personnel et devait payer la solde et la nourriture des troupes mises à sa disposition. Il était aussi un juge d'appel suprême ; dans le cas où l’appel était issu d'une cour de justice inférieure, il ne pouvait y avoir d'appel devant l’empereur. Il pouvait édicter des lois de sa propre autorité, mais elles ne concernaient que des points de détail.
- Anthypate (anthypatos), proconsul : c’était depuis le VIe siècle une dignité honorifique donnée surtout à partir du IXe siècle à presque tous les hauts fonctionnaires civils ou militaires.
- Archonte : il était le chef d'un petit État puis, à partir du XIIe siècle, le titre était donné aux grands propriétaires nobles et à de simples notables.
- Logothète de l'oikeiakon : ce logothète aux affaires intérieures s’occupait de la sécurité de Constantinople et de l’économie locale.
- Éparque (Έπαρχοι) ou archonte : du même niveau que le préfet, il administre une forteresse ou une base navale.
- Tribun (Tribounos) : équivalent du titre romain « tribun », responsable de la maintenance des routes, des monuments et des bâtiments.
- Toparque : le toparque était un magistrat d'une ville au IXe siècle.
- Képhale : littéralement la « tête ». Le gouverneur civil d’une ville byzantine.
- Drogman ou dragoman : un titre turc qui était appliqué aux interprètes et aux ambassadeurs.
- Horeiarios : chargé de la distribution de la nourriture des greniers d’État.

### Sources primaires
- (en) Anne Comnène (trad. Elizabeth A. Dawes), Alexiad, Londres, 1928 (lire en ligne).

### Sources secondaires
- Louis Bréhier, Le monde byzantin, vol. 2 : Les institutions de l’Empire byzantin, Paris, Albin Michel, coll. « L’évolution de l’humanité », 1949 (réimpr. 1970).
- (en) Warren T. Treadgold, A History of the Byzantine State and Society, Stanford, Stanford University Press, 1997, 1019 p. (ISBN 0-8047-2630-2, lire en ligne).
- (en) H. R. Ellis Davidson, The Viking Road to Byzantium, Londres, George Allen & Unwin Ltd., 1976, 341 p. (ISBN 0-04-940049-5).
- (en) Michael Angold, The Byzantine Aristocracy : IX to XIII Centuries, Oxford, BAR International Series, 1984, 266 p. (ISBN 0-86054-283-1).
- (en) Deno John Geanakoplos, Emperor Michael Palaeologus and the West, 1258-1282 : A Study in Byzantine-Latin Relations, Hamden, Archon Books, 1973, 434 p. (ISBN 0-208-01310-5).
- S. Ronchey, La passione di Kazhdan per Bisanzio, “Quaderni di Storia” 46 (1997), pp. 5-24